# 컷 런스 딥
《컷 런스 딥》(영어: The Cut Runs Deep)는 2000년에 개봉한 미국의 영화이다.

## KBS 성우진 (2004년 6월 27일)
- 홍시호 - 제이디(데이빗 맥기니스)
- 임진응 - 벤(알렉산더 매닝)
- 김상현 - 미나(박지오)
- 김영민 - 양호(김보)
- 김우정 - 토니(에드워드 리)
- 변현우 - 에디(웰리 양)
- 박정민 - 브루스(에릭 리)
- 변영희 - 비니(윌리엄 J. 멘돌라)
- 사성웅 - 토미(그랜트 창)
- 이진화 - 마마상
- 황재경 - 웡부인(코니 우)
- 박상훈 - 자모
- 성창수 - 웡(톰홈)